# ابن ازرق یمانی
ابراهیم بن عبدالرحمان بن ابی‌بکر شهرت‌یافته به ابن ازرق یمانی (؟ -۱۴۸۵م) پزشک یمنی در سدهٔ نهم هجری بود که از برای کتابش تسهیل المنافع فی الطب و الحکمة مشهور شد. او همچنین مغنی اللبیب حیث لا یوجد الطبیب را نگاشت.